# Elzéar de Villeneuve
Elzéar de Villeneuve, mort le 7 octobre 1341, est un prélat français, évêque de Digne au XIVe siècle . 

## Biographie
Elzéar de Villeneuve est issu de l'illustre famille de Villeneuve. Il est fils d'Arnaud, baron des Arcs et de Trans, (selon d'autres sources il est fils de Giraud) et de  Burgole ou Sibille de Sabran, sœur de Guillaume de Sabran, évêque de Digne. Elzéar est le frère de sainte Roseline et le cousin de  saint Elzéar.
Elzéar de Villeneuve est chanoine à Fréjus et à Marseille. Il est nommé ensuite évêque de Digne.
En 1334, il consacre l'église des religieuses chartreuses de la Celle-Roubaud (diocèse de Fréjus), où vit alors sainte Rossoline, sa sœur ou sa nièce.
On a de Elzéar de Villeneuve une formule de serment de 1341 qui doivent prêter les juifs quand ils sont  appelés en témoignage contre les chrétiens.

## Source
- La France pontificale (Gallia Christiana), Paris, s.d.